# Tengganau
Tengganau is een bestuurslaag in het regentschap Bengkalis van de provincie Riau, Indonesië. Tengganau telt 6406 inwoners (volkstelling 2010).